# Constant Lambert
Constant Lambert (23. august 1905 i London – 21. august 1951 i London) var en engelsk komponist, dirigent og skribent.
Lambert har skrevet musik til fire balletter, bl.a. Romeo and Juliet, som blev opført i Monte Carlo i 1926. Flere af hans værker fra slutningen af 1920'erne og begyndelsen af 1930'erne er influerede af jazzmusik.
Sin største succes fik han i 1929 med Rio Grande for kor, klaver og orkester, til digt af Sacheverell Sitwell. 
Foråret 1940 var Lambert med Sadler's Wells balletten på turné i Holland. Da han stod på kajen i det krigshærgede Rotterdam og ventede på skibet til England, og så solopgangen over det hollandske landskab, fik han ideen til det gribende orkesterværk, Aubade héroique.
Efter krigen var han en af lederne af de store promenadekoncerter i London.